# SBB Ee 3/3 IV
Die Ee 3/3IV ist die modernste Ee 3/3 der SBB und dafür konzipiert, in den Grenzbahnhöfen mit Systemtrennstellen eingesetzt zu werden. Die komplizierte Technik für vier Stromsysteme erzwang höhere und breitere Aufbauten vor und hinter dem Führerstand und führte zu niedrigerer Leistung. Zugleich konnte dank dem moderneren Kuppelstangenantrieb die Höchstgeschwindigkeit auf 60 km/h angehoben werden. Der mechanische Teil wurde wie bei allen Ee 3/3 von SLM Winterthur (Fabrik-Nr. 4323–4332) erbaut, die Elektrik kam von SAAS Genf.

## Betrieb
Die Ee 3/3IV sind in Bahnhöfen an der Grenze zu Frankreich und Italien im Einsatz (hauptsächlich Genf), wobei sie weitgehend dieselben Aufgaben übernehmen wie die Ee 3/3. Alle Maschinen wurden ab 1994 mit einer Vielfachsteuerung (analog den Ee 3/3II) ausgerüstet. Im Zuge des Umbaus erhielten die Lokomotiven neue Betriebsnummern (Ee 934), welche allerdings noch nach dem Entwurf ’88 ausgeführt sind und heute anders ausfallen würden. Die ersten Loks wurden 2006 ausrangiert, am 1. Januar 2016 waren noch drei vorhanden.
Sie wurden, wenn ein SBB BDe 4/4II in der Werkstatt war, auch für den regulären Personenverkehr zwischen Genf und La Plaine, dessen Strecke mit dem französischen Stromsystem versorgt wird, eingesetzt.